# Waldeck (Fichtenberg)
Waldeck (bis 1824 Stöckenhof) ist eine Einzelsiedlung, ehemaliges Schlossgut und ein Ortsteil der Gemeinde Fichtenberg im baden-württembergischen Landkreis Schwäbisch Hall.

## Lage und Geschichte
Die Einzelsiedlung Waldeck steht am Waldrand auf dem Unterhang des Dendelbergs, auf etwa 365 m gegenüber der Stöckenhofer Sägmühle im Laufknick der Rot. 
Bis zum Beginn des 19. Jahrhunderts führte die Siedlung den Namen Stöckenhof. Unter diesem Namen wurde der Bauernhof 1355 erstmals erwähnt. Zeitweise fiel die Siedlung wüst, wurde aber 1512 wieder besiedelt. Der Hof gehörte den Schenken von Limpurg. Nach dem Aussterben der Schenken fiel das Erbe an verschiedene Geschlechter. Im Jahre 1819 gelangte Georg Friedrich Karl zu Waldeck und Pyrmont (* 1785; † 1826), Graf von Waldeck-Limpurg, in den Besitz des Stöckenhofs. Er war Landvogt in Heilbronn gewesen, jedoch bei König Friedrich I. in Ungnade gefallen und entlassen worden. Er zog sich daraufhin auf seine ehemals limpurgischen Besitzungen zurück. Ab 1819 erbaute er das Schlösschen und benannte es nach seiner alten Heimat in „Waldeck“. Der Graf beantragte auch die amtliche Änderung des Ortsnamens; dem Antrag wurde 1824 stattgegeben. Allerdings bestanden beide Namen noch lange nebeneinander. 1826 starb Georg Friedrich Karl kinderlos nach langer Krankheit im Alter von 41 Jahren. Das Erbe fiel an seine Witwe Amallie Wirths, die bürgerlicher Herkunft war. Sie verpachtete das Schlösschen Waldeck und ließ 1846 in Gaildorf die „Villa Waldeck“ erbauen, aus der später das Neue Schloss Gaildorf wurde.
Um 1850 bestand das Schlossgut neben Wohn- und Wirtschaftsgebäuden aus mehr als 400 Morgen Land, darunter 1751/4 Morgen Wald und 66 Morgen Weideland. Es war mit Ausnahme des Waldbesitzes verpachtet. Das Schlösschen ging an die Familie Schließmann: 1868 wird ein Schließmann als Pächter des Schlossguts bezeichnet. 1892 wird Carl Schließmann als Pächter genannt. 1889 wurde Ludwig Schließmann Schultheiß von Fichtenberg.
Von denen unter dem Grafen von Waldeck-Pyrmont erbauten Gebäuden ist keines mehr vorhanden.

### Einwohnerentwicklung
- 1877: 11[5]